# Ivanovci (Diakovár)
Ivanovci (horvátul: Ivanovci Gorjanski, régi magyar neve Ivánfalva) falu Horvátországban, Eszék-Baranya megyében. Közigazgatásilag Diakovárhoz tartozik.

## Fekvése
Diakovár központjától 5 km-re északra, Szlavónia középső részén, a Đakovštinán, a Szlavóniai-síkságon, a Diakovárt Eszékkel összekötő főút és a Jošava-patak mentén, Kuševac és Tomašanci között fekszik.

## Története
A régészeti leletek tanúsága szerint területe már az őskorban lakott volt. 2007-ben az Eszék-Svilaj autópálya építésének előkészítő munkálatai során a falutól nyugatra fekvő „Palanka” nevű lelőhelyen késő bronzkori, kora vaskori és középkori települések maradványaira bukkantak. A szakemberek a leletek többségét az i. e. 14. századra, az urnamezős kultúra késői időszakára keltezték.
A települést 1397-ben „Iwanfalwa” alakban említik először. A 15. században a Kórógyiak birtoka volt. A török 1536-ban szállta meg, de lakossága sikeresen átvészelte a török uralmat, mely alól 1687-ben szabadult fel. A török kiűzése után 13 ház állt a településen. A 18. században tovább fejlődött. 1758-ban már 32 ház állt a faluban, melyből 26 helyieké, 6 pedig jövevényeké volt.
Az első katonai felmérés térképén „Ivanovczy” néven található. Lipszky János 1808-ban Budán kiadott repertóriumában „Ivanovcze” néven szerepel. Nagy Lajos 1829-ben kiadott művében „Ivanovcze” néven 83 házzal, 436 katolikus és egy ortodox vallású lakossal találjuk. A 19. században az 1870-es évektől jelentős számú magyar és bácskai német lakosság vándorolt be a településre, akik a lakosság többségét alkották.
A településnek 1857-ben 315, 1910-ben 597 lakosa volt. Verőce vármegye Diakovári járásának része volt. Az 1910-es népszámlálás adatai szerint lakosságának 45%-a magyar, 42%-a horvát, 11%-a német anyanyelvű volt. Az első világháború után 1918-ban az új szerb-horvát-szlovén állam, majd később (1929-ben) Jugoszlávia része lett. 1991-től a független Horvátországhoz tartozik. 1991-ben lakosságának hivatalosan 91%-a horvát nemzetiségű volt. 2011-ben a településnek 580 lakosa volt, többségben az egykori magyar lakosság leszármazottai.

## Lakossága
| Lakosság változása | Lakosság változása | Lakosság változása | Lakosság változása | Lakosság változása | Lakosság változása | Lakosság változása | Lakosság változása | Lakosság változása | Lakosság változása | Lakosság változása | Lakosság változása | Lakosság változása | Lakosság változása | Lakosság változása | Lakosság változása |
| ------------------ | ------------------ | ------------------ | ------------------ | ------------------ | ------------------ | ------------------ | ------------------ | ------------------ | ------------------ | ------------------ | ------------------ | ------------------ | ------------------ | ------------------ | ------------------ |
| 1857               | 1869               | 1880               | 1890               | 1900               | 1910               | 1921               | 1931               | 1948               | 1953               | 1961               | 1971               | 1981               | 1991               | 2001               | 2011               |
| 315                | 400                | 375                | 486                | 567                | 597                | 612                | 618                | 662                | 695                | 706                | 725                | 767                | 845                | 825                | 580                |

## Nevezetességei
Keresztelő Szent János tiszteletére szentelt római katolikus temploma a kuševaci Rózsafüzér királynője plébánia filiája.

## Kultúra
A település kulturális és művészeti egyesülete 1975-ben alakult, Petőfi Sándor nevét viseli. A kultúregyesület azzal a céllal rendezi meg évente a tavaszi néptáncszemlét, hogy a tömbmagyarságtól távol eső közösségükben minél több emberhez eljuttassák a magyar népi tánchagyományt. Az egyesület vezetője Aleksza Magdolna évtizedek óta a magyar kultúra ápolása érdekében tevékenykedik, ő alapította a Diakovári Magyarok Közösségét és nyugdíjba vonulása előtt magyar nyelvet is tanított. Jelenleg a negyven tagot számláló tánccsoportot vezeti.

## Oktatás
A településen a diakovári Vladimir Nazor általános iskola alsó tagozatos területi iskolája működik. Az új iskolaépületet 2005-ben adták át.

## Sport
Az NK Mladost Ivanovci Gorjanski labdarúgóklub a megyei 3. ligában szerepel.